# Mercy For Animals
Mercy For Animals est une organisation internationale à but non lucratif de protection des animaux fondée en 1999 par Milo Runkle. Sa mission est de « prévenir la cruauté envers les animaux d'élevage et de promouvoir des choix alimentaires et des politiques compatissants ».